# Burg Teck
Die Burg Teck ist eine 773 Meter hoch gelegene Gipfelburg südlich der Stadt Kirchheim unter Teck in Baden-Württemberg. Ende des 19. Jahrhunderts wurde auf der mittelalterlichen Ruine ein Aussichtsturm errichtet, dem im 20. Jahrhundert eine Veranstaltungshalle und ein Wanderheim des Schwäbischen Albvereins folgten.

## Geografische Lage
Die Burg steht auf dem Teckberg am Albtrauf über dem Tal der Lauter, die in den Neckar fließt. Sie gehört zur Gemarkung der Stadt Owen und grenzt an das Gemeindegebiet von Bissingen an der Teck. Beide gehören seit 1973 zum Landkreis Esslingen. Im Felsen unterhalb der Burg befindet sich das Sibyllenloch.

## Geschichte
Die früheste Erwähnung der Burg Teck findet man in einem Vertrag von 1152. Die Bebauung erfolgte jedoch vermutlich schon im letzten Viertel des 11. Jhd. durch die Nellenburger. Erst mit Übernahme des Besitzes der Nellenburger fiel der Teckberg an die Zähringer. Die Zähringer hatten ursprünglich ihren Hauptbesitz im Gebiet um die Teck und überließen den verbliebenen Besitz in diesem Raum ab 1187 einer jüngeren Seitenlinie, die sich danach als Herzöge von Teck bezeichnete. Aus Geldnot verkauften diese ihre Burg 1303 zur Hälfte an die Habsburger, 1381 zur anderen Hälfte an die Grafen von Württemberg. Im 15. Jahrhundert starben die Herzöge von Teck aus, und ihr Herzogstitel ging 1495 an die bisherigen Grafen von Württemberg über.
Die alte Burg wurde 1525 im Bauernkrieg völlig zerstört.
Unter Herzog Karl Alexander von Württemberg sollte die Burgruine zu einer modernen Festung ausgebaut werden. Die Arbeiten begannen 1736, endeten aber schon 1737 mit dem Tod des Herzogs. Seit 1738 wurden die unvollendeten Neubauten teilweise wieder abgetragen. Fortan blieb die Teck eine Ruine.
Der Glanz des alten Namens Teck blieb jedoch bestehen. Im 19. Jahrhundert ging Herzog Alexander, Neffe König Friedrichs I., die Ehe mit einer nicht ebenbürtigen ungarischen Gräfin ein. Der 1837 geborene Sohn Franz wurde – wie sein Vater Alexander – von der Thronfolge ausgeschlossen und erhielt als Ausgleich den Rang eines Fürsten, 1871 den eines Herzogs von Teck. Herzog Franz heiratete Prinzessin Mary Adelaide, eine Enkelin des britischen Königs Georg III. Die Tochter, Maria von Teck, wurde die Ehefrau von König Georg V. und brachte den Namen Teck somit in die Titulatur des britischen Königshauses.

## Heutige Nutzung

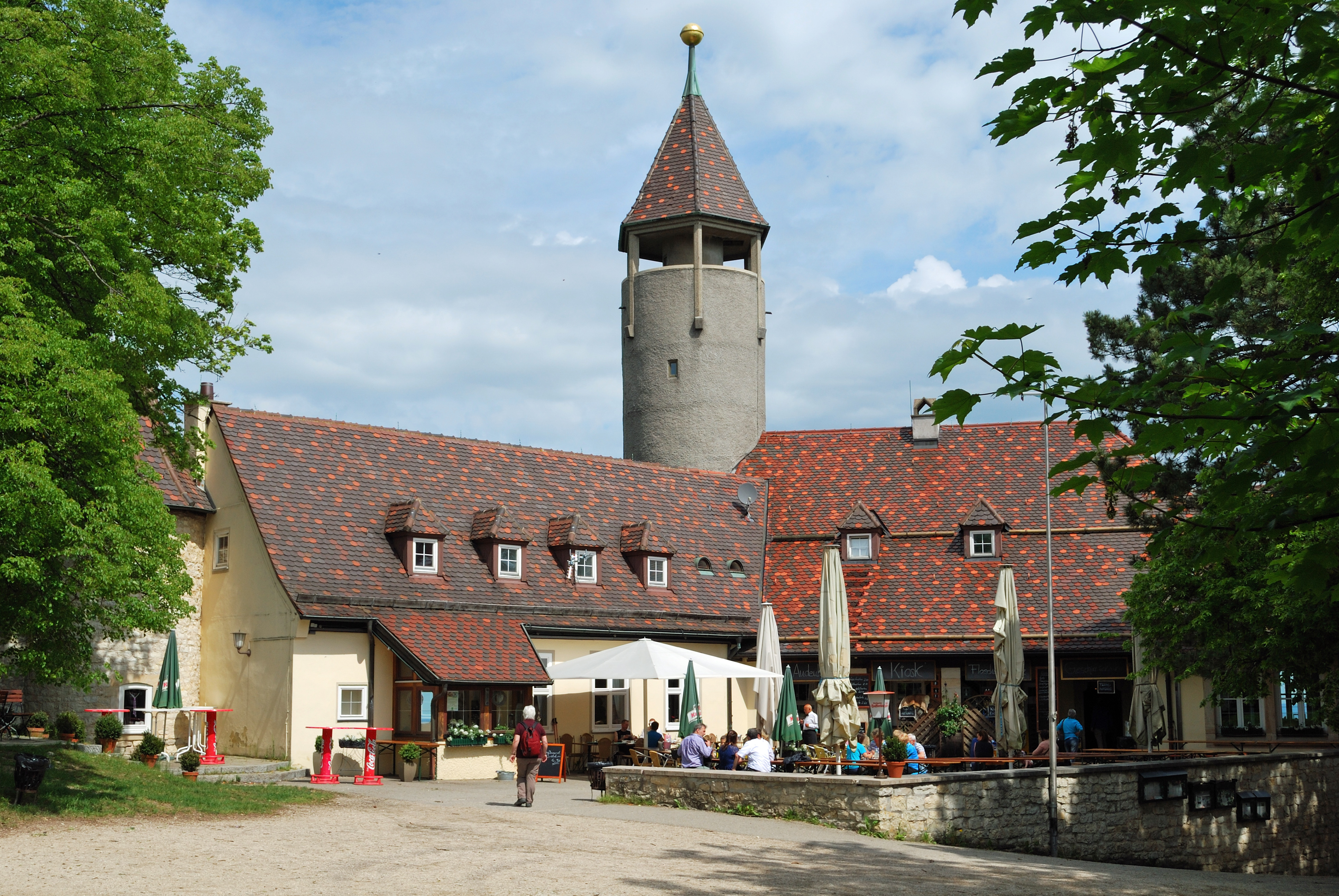
Gaststätte im Innenhof der Burg

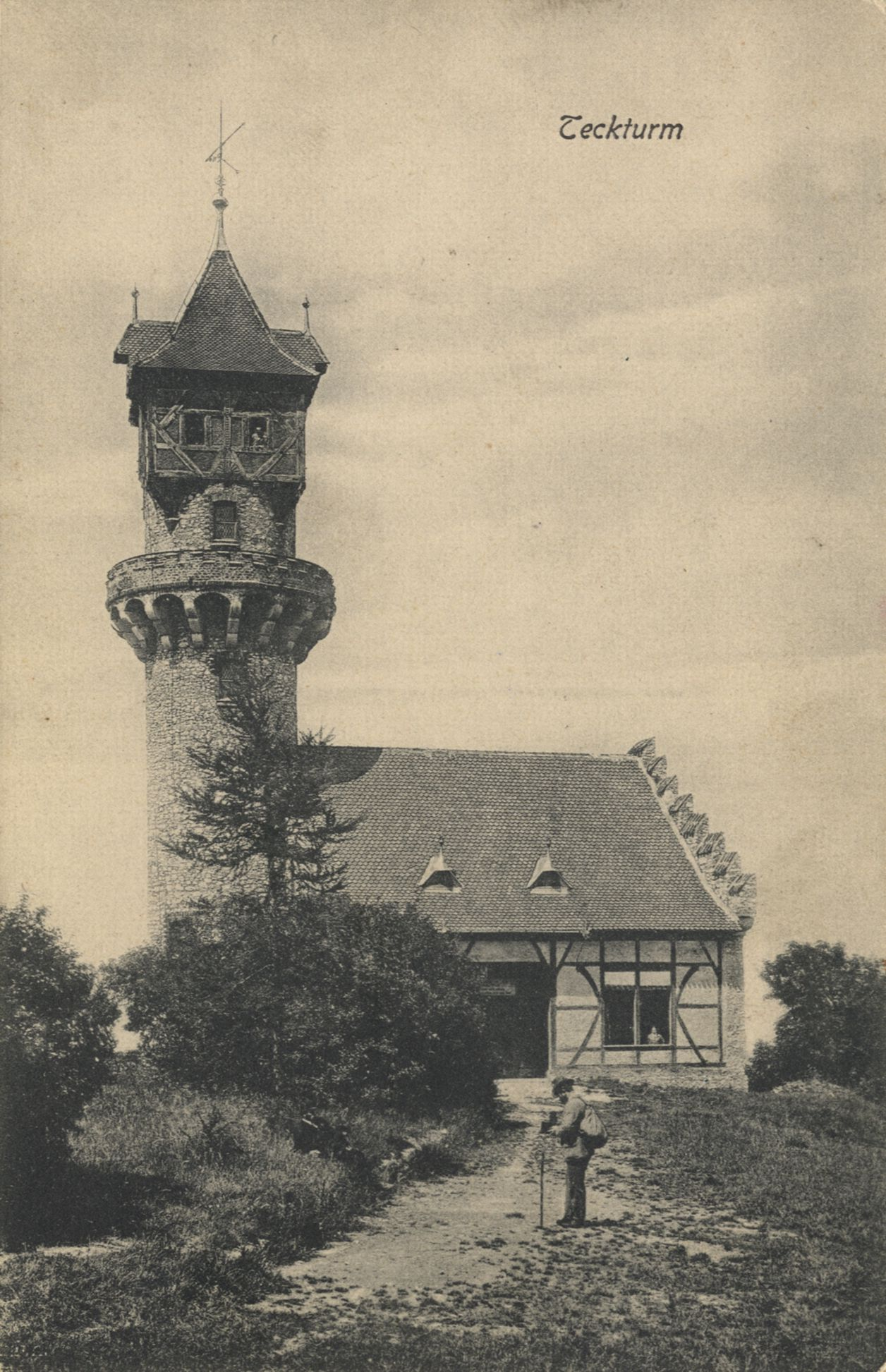
Der Teckturm um 1900 auf einer Postkarte

Durch den Verschönerungsverein Kirchheim wurde auf den Fundamenten des Bergfrieds ein Aussichtsturm errichtet und etwas später eine Schutzhalle angebaut. Am 1. September 1889 wurde der Aussichtsturm eingeweiht, am 24. August 1893 die Teckschutzhalle. Am 9. Juni 1892 besuchten Herzog Franz von Teck mit Mary Adelaide und der noch unverheirateten Mary von Teck die Teck und spendeten einen beträchtlichen Betrag.1933 wurde neben dem Teckturm eine Veranstaltungshalle errichtet und „Mörikehalle“ genannt. Seit dem 6. Juni 1941 befindet sich die Anlage im Besitz des Schwäbischen Albvereins, der 1954/1955 die Mörikehalle zu einem Wanderheim mit Gaststätte und Schlafräumen ausbaute. 1955 wurde der bis dahin windgefährliche 31 m hohe Aussichtsturm in seinen heutigen Zustand gebracht.
Am 9. November 1999 wurde die Umgebung der Burg zum Naturschutzgebiet Teck erklärt.
Im Mai 2010 stürzte ein Turmstumpf aus staufischer Zeit ab. 2013 wurde er gesichert, aber nicht in seiner ursprünglichen Form wiederaufgebaut. 2020 erfolgten, initiiert durch den Schwäbischen Albverein, umfangreiche Sanierungsarbeiten am Turm und Dach des Wanderheims.

## Sonstiges
Im Juli 1983 wurde die erste Touristische Unterrichtungstafel an der Bundesautobahn 8 aufgestellt.